# The Alarm
The Alarm — валлийская группа альтернативного рока, образовавшаяся в 1978 году, начинавшая на панк-сцене, но постепенно, обогащая свой стиль элементами фолка, блюза и рутс-рока, перешедшая в мейнстрим. В числе известных исполнителей, приглашавших группу в турне, были U2 и Боб Дилан.

## История
Группа, образовавшаяся в Риле, Уэльс, в 1978 году, первоначально называлась Seventeen, исполняла mod/punk-рок и распалась в 1980 году после совместного турне со Stray Cats. В 1981 году вокалист Майк Питерс, если верить легенде, по совету Джона Пила, переименовал её в The Alarm. В состав, кроме него, вошли Найджел Твист (настоящее имя — англ. Nigel Buckle, экс-The Toilets), Дэйв Шарп (англ. Dave Sharp; экс-Chuck Burial & The Embalmed, Quasimodo) и Эдди Макдональд (англ. Eddie MacDonald; экс-Amsterdam). Мод-влияния были отброшены, зато появился «милитаристский» имидж (в духе Stray Cats и Scratch). Обновилось и звучание (сами музыканты называли свой стиль электро-панком, но при этом на концертах предпочтение отдавали акустике).
Первый сингл «Unsafe Building»/«Up For Murder» (на соответственно — «электрической» и «акустической» сторонах) вышел ограниченным тиражом 1000 экземпляров. Обозреватель Мик Мерсер объявил его «синглом недели» в ZigZag. Выступление The Alarm в первом отделении The Fall было замечено корреспондентом Sounds, который специально пришёл и на их следующее выступление в клубе Upstairs At Ronnie’s. Здесь же присутствовали представители агентства Wasted Talent, организовавшие встречу участников группы с Иэном Уилсоном, агентом U2, который вскоре стал менеджером The Alarm. 22 декабря именно он организовал совместное выступление группы с U2 в Lyceum Ballroom.
В 1982 году The Alarm подписали контракт с I.R.S. и выпустили сингл «Marching On», за которым последовал «The Stand» с текстом, написанным по мотивам одноимённого романа Стивена Кинга, что было необычно для панк-группы. Вне Британии трек был выпущен в упаковке The Alarm EP, выход которого совпал с первыми гастролями группы по США.
В июне 1983 году The Alarm вновь присоединились к U2 в их War-туре. Одновременно вышел сингл «Blaze of Glory», записанный с продюсером Миком Глоссопом, после чего I.R.S. перевыпустила в США «The Stand», а максимального эффекта добилась, показав группу в программах The Cutting Edge и American Bandstand.
В сентябре 1983 года вышел сингл «Sixty Eight Guns»: с ним группа выступила в программе Top of the Pops. В ноябре The Alarm записались у Джона Пила; именно здесь появились три новых трека, «Walk Forever By My Side», «One Step Closer to Home» и «Unbreak the Promise», ставшие популярными на концертах. Все это время, вылетая время от времени на концерты в США и не прекращая британских гастролей, группа работала над дебютным альбомом с продюсером Аланом Шеклоком и звукоинженером Крисом Портером. Declaration вышел 14 февраля 1984 года и уже через неделю поднялся в Британии до 6-го места.
В ноябре 1984 года группа записала демо с девятью новыми песнями (включая «Absolute Reality») и предстааили плёнки американскому продюсеру Джимми Йовину, который согласился поработать над вторым альбомом The Alarm. Однако в Британии он так и не появился: группа вынуждена была выпустить синглом «Absolute Reality», чтобы чем-то поддержать летние гастроли. Тур прошёл с аншлагом, и, выступив на нескольких европейских фестивалях, The Alarm с новым продюсером Майком Хаулеттом, приступили к работе над альбомом Strength, который вышел в октябре.
Последующие годы группа непрерывно гастролировала, а в 1988 году была приглашена в турне Бобом Диланом. Однако после выпуска альбома Raw (1991) Питерс со сцены Brixton Academy объявил о том, что покидает состав, что явилось полной неожиданностью не только для аудитории, но и для коллег. После нескольких неудачных попыток продолжить своё существование в форме трио, группа распалась.
В конце 1990-х годов Питерс реорганизовал The Alarm в новом составе. Сюда вошли: Крэйг Адамс (экс-Sisters of Mercy, The Mission, The Cult), Джеймс Стивенсон (Chelsea, Gene Loves Jezebel, The Cult) и Стив Грэнтли (Stiff Little Fingers).

## Дискография

### Студийные альбомы
как The Alarm:
- 1984 — Declaration (UK #6, US #50)
- 1985 — Strength (UK #18, US #39)
- 1987 — Eye of the Hurricane (UK #23, US #77)
- 1989 — Change (UK #13, US #75, на валлийском языке выпущен под заголовком «Newid»)
- 1991 — Raw (UK #33, US #161, на валлийском языке выпущен под заголовком «Tân»)

как The Alarm MM++:
- 2002 — In the Poppy Fields: One (Close)
- 2002 — In the Poppy Fields: Two (The Normal Rules Do Not Apply)
- 2002 — In the Poppy Fields: Three (Trafficking)
- 2002 — In the Poppy Fields: Four — Edward Henry Street
- 2003 — In the Poppy Fields: Five (Coming Home)
- 2004 — In the Poppy Fields
- 2005 — Alt-Strength
- 2006 — Under Attack (UK #138)
- 2008 — Counter Attack (на 8 CD)
- 2008 — Guerilla Tactics
- 2010 — Direct Action (CD + DVD)
- 2011 — The Sound and the Fury (CD + DVD)
- 2014 — Peace Train
- 2017 — Blood Red
- 2017 — Viral Black
- 2018 — Equals
- 2019 — Sigma
- 2021 — War
- 2023 — Forwards

### Концертные альбомы
- 1986 — In Concert-372
- 1988 — Electric Folklore Live (UK #62, US #167)
- 1999 — King Biscuit (концерт 1984 года)
- 2002 — Blaze of Glory
- 2002 — Hammersmith Palais 1984
- 2003 — The Sound and the Fury: Live 1981 to 1991 (2 CD + DVD)
- 2004 — Live in the Poppy Fields
- 2002 — The Saturday Gigs
- 2007 — Spirit of ’86
- 2013 — Abide With Us Live Gathering 2013

### Сборники
- 1988 — Compact Hits
- 1990 — Standards (UK #47, US #177)
- 1998 — The Best of the Alarm and Mike Peters
- 2000 — Eponymous 1981—1983
- 2000 — The Alarm 2000 Collection (все записи группы 1981—1991 годов на 7 CD)
- 2007 — The Collection
- 2008 — BBC Radio Sessions 1983−1991 (2 CD)
- 2009 — 21
- 2013 — Vinyl (soundtrack)
- 2013 — In the Poppy Fields: Collected Works

### Мини-альбомы
- 1983 — The Alarm
- 1984 — The Chant Has Just Begun
- 1985 — Spirit of ’76